# Nieuw-Vlaamse Alliantie
 (janvier 2022).
La Nieuw-Vlaamse Alliantie ou N-VA (en français : Alliance néo-flamande ou Nouvelle Alliance flamande) est un parti politique belge nationaliste flamand de droite né de la dislocation de la Volksunie en 2001.
Aux élections fédérales de 2003, la N-VA obtient 3 % des voix au niveau national et son premier siège à la Chambre des représentants. La N-VA compose ensuite un cartel avec le CD&V, ce qui assure à la nouvelle formation politique un succès et une popularité grandissante. Le cartel remporte la première place en Flandre aux élections régionales et européennes de 2004, ainsi qu'aux élections communales et provinciales de 2006. La N-VA participe donc au gouvernement Leterme en Flandre. Aux élections fédérales de 2007, le cartel CD&V-N-VA atteint la première place, ce qui dote la N-VA de huit sièges au parlement fédéral et débouche sur une crise politique de 3 ans.
En septembre 2008, le cartel avec le CD&V est rompu à la suite de la démission du ministre N-VA Geert Bourgeois du gouvernement flamand.
Aux élections régionales et européennes de 2009, le parti devient la cinquième force politique en Flandre et devient membre du gouvernement Peeters II. La popularité du parti s'accroit jusqu'à devenir le premier parti de Belgique lors des élections fédérales de 2010, avec 17,40 % des voix et 27 sièges. Ce résultat ne permet toutefois pas à la N-VA de rentrer dans un gouvernement. Lors des élections communales et provinciales de 2012, la N-VA confirme sa position de première force politique flamande. Son président, Bart de Wever, devient bourgmestre d'Anvers à la suite des bons résultats de son parti dans cette ville.
Les élections fédérales, régionales et européennes de 2014 voient la N-VA améliorer ses résultats électoraux à nouveau. Avec 33 sièges à la Chambre des représentants et 31,88 % des voix en Flandre, le parti s'assure une position dominante au sein du système politique belge. Cela conduit la N-VA à participer au gouvernement fédéral conduit par Charles Michel et à former un gouvernement flamand avec le CD&V et l'Open VLD. Le gouvernement Michel se focalise sur le socio-économique avec notamment une réforme des pensions, un tax-shift et une réforme de l'impôt sur les sociétés.
Cependant, le 8 décembre 2018, en désaccord avec la décision de Charles Michel de faire adhérer la Belgique au Pacte mondial sur les migrations, la N-VA décide de quitter la majorité fédérale.
Aux élections fédérales, régionales et européennes de 2019, la N-VA est en recul avec 25 sièges au parlement fédéral, mais reste la première force politique du pays. La tendance est similaire à celle observée lors des élections communales et provinciales de 2018.
Pendant le mois de mars 2024, la N-VA décide d'expandre ses listes en Wallonie, ce qui donne la possibilité aux Wallons de voter pour eux à partir des élections de juin 2024.
Classé au centre droit ou à droite, le parti défend des positions libérales en matière d'économie et conservatrices en matière sociale.
La N-VA fait partie des Conservateurs et réformistes européens.
Sa présidente est Valerie Van Peel depuis le 26 avril 2025.

## Histoire

### 2001-2008
Dans un premier temps, le parti est confronté au fait qu'en Belgique, un seuil électoral de 5 % des suffrages par circonscription est prévu pour limiter le nombre de partis représentés au Parlement. Lors des élections législatives fédérales de 2003, ce seuil électoral empêche la N-VA d’être représentée au Parlement sauf dans la circonscription de Flandre-Occidentale où Geert Bourgeois est élu à la Chambre des représentants.
La N-VA choisit alors de proposer un cartel au CD&V, ce qui lui permettrait de contourner le problème du seuil électoral. Malgré certaines réticences à l'égard des revendications séparatistes de la N-VA, le CD&V, qui connaît une chute électorale depuis plusieurs années et a perdu le pouvoir au niveau fédéral en 1999, accepte.
Le cartel CD&V N-VA, appelé le cartel flamand, devient alors la première formation de Flandre avec 26 % des voix aux élections régionales de 2004. Lors des élections communales et provinciales d'octobre 2006, le cartel obtient un résultat de 31,7 %. Lors des élections législatives du 10 juin 2007, le cartel obtient 18,5 % des voix (30 sièges à la Chambre)
En septembre 2008, à la suite des discussions relatives à la réforme de l’État suivant les élections de 2007, le cartel CD&V N-VA prend fin à la suite du refus de la N-VA, réunie en congrès à Gand le 21 septembre, de participer aux négociations en vue de réformer les structures de l’État.

### Élections de 2010

#### Succès de la N-VA
Le 13 juin 2010, aux élections législatives fédérales, Bart de Wever est élu sénateur avec 785 776 voix de préférence, soit le meilleur résultat des hommes politiques flamands. La Nieuw-Vlaamse Alliantie, dont il est le président, devient le premier parti de Belgique avec 17,40 % des suffrages et 27 sièges sur 150 à la chambre des représentants. Son parti est ainsi un acteur central en vue de la formation d'une majorité parlementaire et d'un gouvernement de coalition,. Le 17 juin 2010, Bart De Wever est donc nommé informateur par le roi Albert II afin de voir comment et avec quels partis une coalition gouvernementale peut être négociée.
Au nord du pays, les partis flamands engagés dans les négociations ne veulent pas, contrairement à la N-VA, de la création d’un État républicain flamand. Mais, en général, ils approuvent les réformes à court terme demandées par la N-VA, comme le transfert des compétences fédérales vers les régions et communautés et une plus grande autonomie financière des entités fédérées. Bart de Wever et son parti bénéficient surtout du soutien du parti centriste flamand, le CD&V,.

#### Crise politique et rupture des négociations

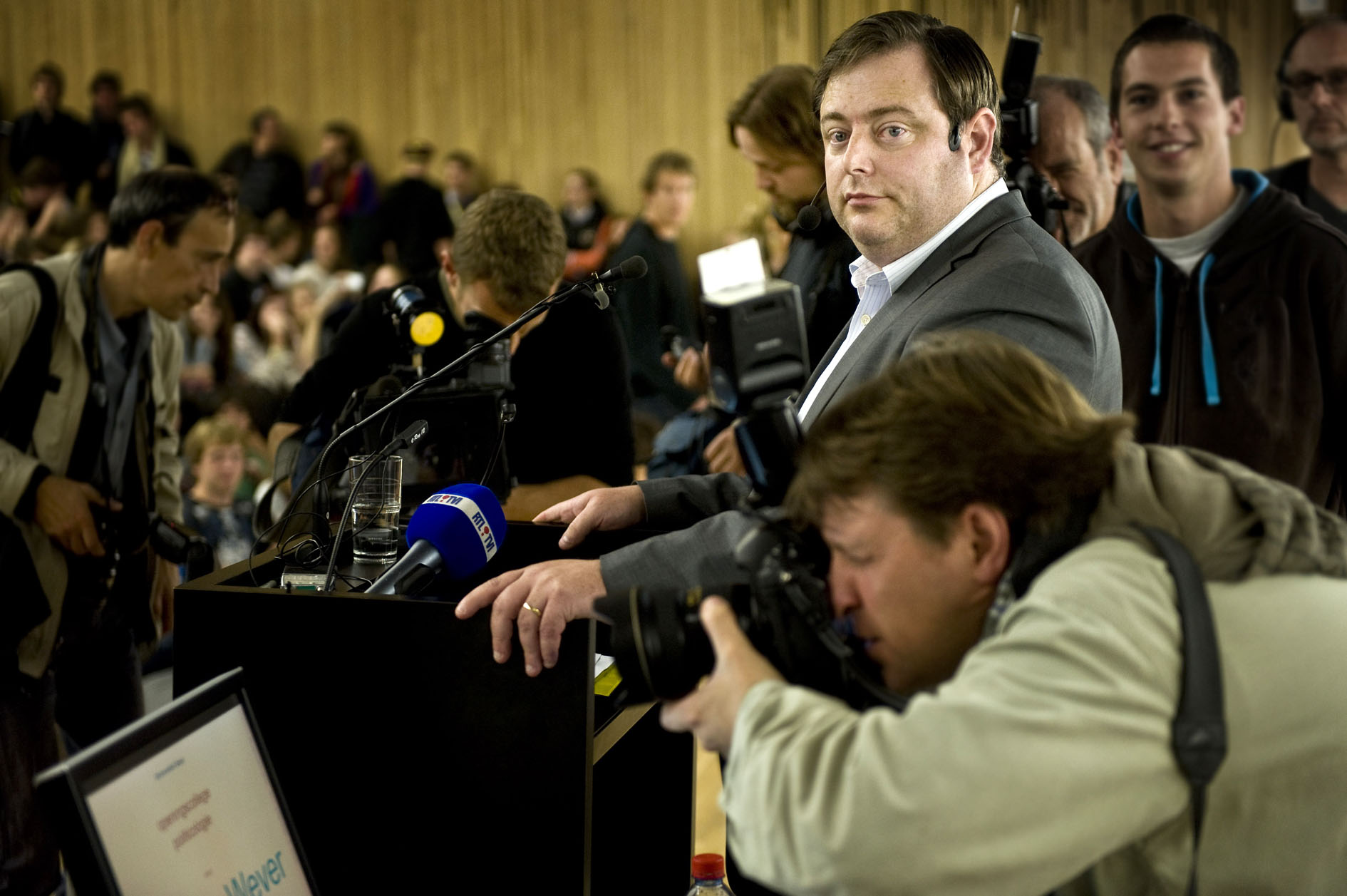
Bart De Wever (septembre 2010).

Fin août, des tensions entre socialistes francophones et la N-VA se font jour sur la question de la régionalisation de l’impôt des personnes physiques et sur le statut de Bruxelles. Le 23 août la menace du séparatisme est clairement exprimée lors d'une altercation entre Bart de Wever et Laurette Onkelinx (PS).
Le 3 septembre, la mission de préformation d'Elio di Rupo échoue. La N-VA et le CD&V ont marqué leurs désaccords sur ces deux dossiers (conciliation sur l'arrondissement de Bruxelles-Hal-Vilvorde et financement de la région bruxelloise),.

#### Lassitude et incertitudes
En cette période de crise politique, la popularité de Bart de Wever et celle de son parti restent très importantes en Flandre. D'après un sondage réalisé entre le 26 novembre et le 10 décembre 2010, la N-VA obtiendrait trois pour cent de voix en plus en Région flamande en cas de nouvelles élections.
Le 25 décembre 2010, cette crise devient la plus longue de l'histoire politique belge avec 195 jours sans gouvernement,.

#### Nouvelles tentatives d'accord institutionnel
Le 2 février, Albert II confie au libéral francophone Didier Reynders (MR) une mission d'information sur les possibilités d’arriver à un accord institutionnel. À la suite de leurs défaites aux élections, les libéraux étaient jusque-là absents des discussions. Bart de Wever estime alors que des points d'entente sont envisageables avec le MR, notamment dans le domaine socio-économique et sur le projet d'un État plus confédéral.
Le 18 mars 2011, Bart de Wever est reçu officiellement à Londres par le premier ministre David Cameron, marque de reconnaissance qui surprend les observateurs et avive les tensions avec le Cd&V. Le lendemain, il est réélu à la présidence de la N-VA. Selon les sondages, sa popularité, déjà très élevée, augmente encore en Flandre.

### Élections communales et provinciales du 14 octobre 2012

#### Objectif visé par Bart de Wever
L'objectif visé par Bart De Wever pour les élections communales et provinciales d'octobre 2012 était double :
- donner un ancrage local à son parti;
- faire de ces élections un test national en vue des élections législatives de 2014.

#### Résultats
Le 14 octobre 2012, la N-VA atteint 38 % des suffrages à Anvers et 28 % sur l'ensemble de la Flandre.
Elle obtient un succès dans plusieurs grandes villes flamandes : 22,7 % à Ostende, 19,79 % à Bruges, 17 % à Gand, 16,3 % à Courtrai...).
À Anvers, Bart De Wever remporte largement les élections communales avec 37,68 % des voix contre 28,62 % pour la liste de cartel sp.a-CD&V emmenée par le bourgmestre socialiste Patrick Janssens.
Cette victoire à Anvers est acquise grâce à un report massif des voix des électeurs du parti d'extrême droite flamand Vlaams Belang qui chute à Anvers de 33,51 % à 10,18 %.
Après la victoire de son parti à Anvers et dans de nombreuses communes de la Région flamande, Bart De Wever appelle le premier ministre Elio Di Rupo et les partis politiques francophones à préparer une réforme ouvrant la voie à une Belgique confédérale : « C'est un dimanche jaune et noir! » s'est-il exclamé, « un point de non-retour dans l'histoire, la plus grande victoire électorale depuis la seconde guerre mondiale ». « Les Flamands ont fait le choix du changement », a-t-il ajouté, lançant un appel au premier ministre Di Rupo et aux partis francophones: « Préparez avec nous la réforme confédérale. Prenez vos responsabilités ! ».
Le 9 décembre, après de deux mois de négociations, Bart De Wever annonce enfin avoir formé une majorité à Anvers avec le CD&V et l'OpenVLD, renvoyant les socialistes dans l'opposition communale après plusieurs décennies de pouvoir.

#### Analyse
Selon le politologue flamand Dave Sinardet, de la VUB, on ne peut pas vraiment dire que la N-VA a progressé depuis 2010, la comparaison entre les élections législatives de 2010 et les élections provinciales de 2012 montrant que la N-VA progresse à peine de 1 % alors que le CD&V monte de 4 % et l'Open VLD de presque 1 %.
Selon lui, les élections provinciales se prêtent mieux que les communales à une comparaison avec les élections législatives de 2010 parce que tous les partis s'y présentent sous leur propre nom (alors qu'il y a énormément de listes de cartel et de listes du bourgmestre aux communales) et, par ailleurs, on peut penser que l'électeur vote généralement peu pour un enjeu purement provincial car il est peu au courant des enjeux provinciaux.
Sinardet reconnaît bien entendu par ailleurs que le fait que la N-VA puisse s'ancrer dans les communes est une grande victoire, et Anvers symbolique.

#### Réactions du Vlaams Belang
Après la victoire de Bart De Wever à Anvers, le parti d'extrême droite flamand Vlaams Belang, fortement diminué, offre ses services à la N-VA pour monter une coalition, son chef Filip Dewinter déclarant : « Le Vlaams Belang a semé pendant des décennies afin que la N-VA et Bart De Wever puissent maintenant moissonner ».
Ce qui n'empêche pas la section de Bruxelles du Vlaams Belang de dénoncer le 15 octobre (en français) sur son site le « Frankenstein politico-médiatique N-VA, produit sponsorisé par le régime, bricolé pour servir de caisse de résonance d’une partie du patronat flamand et pour réduire l’électorat du Vlaams Belang » avec un programme qui « est sur les questions de la sécurité et de l’immigration un copié-collé de celui du Vlaams Belang ».

### Participation au gouvernement fédéral (2014-2018)

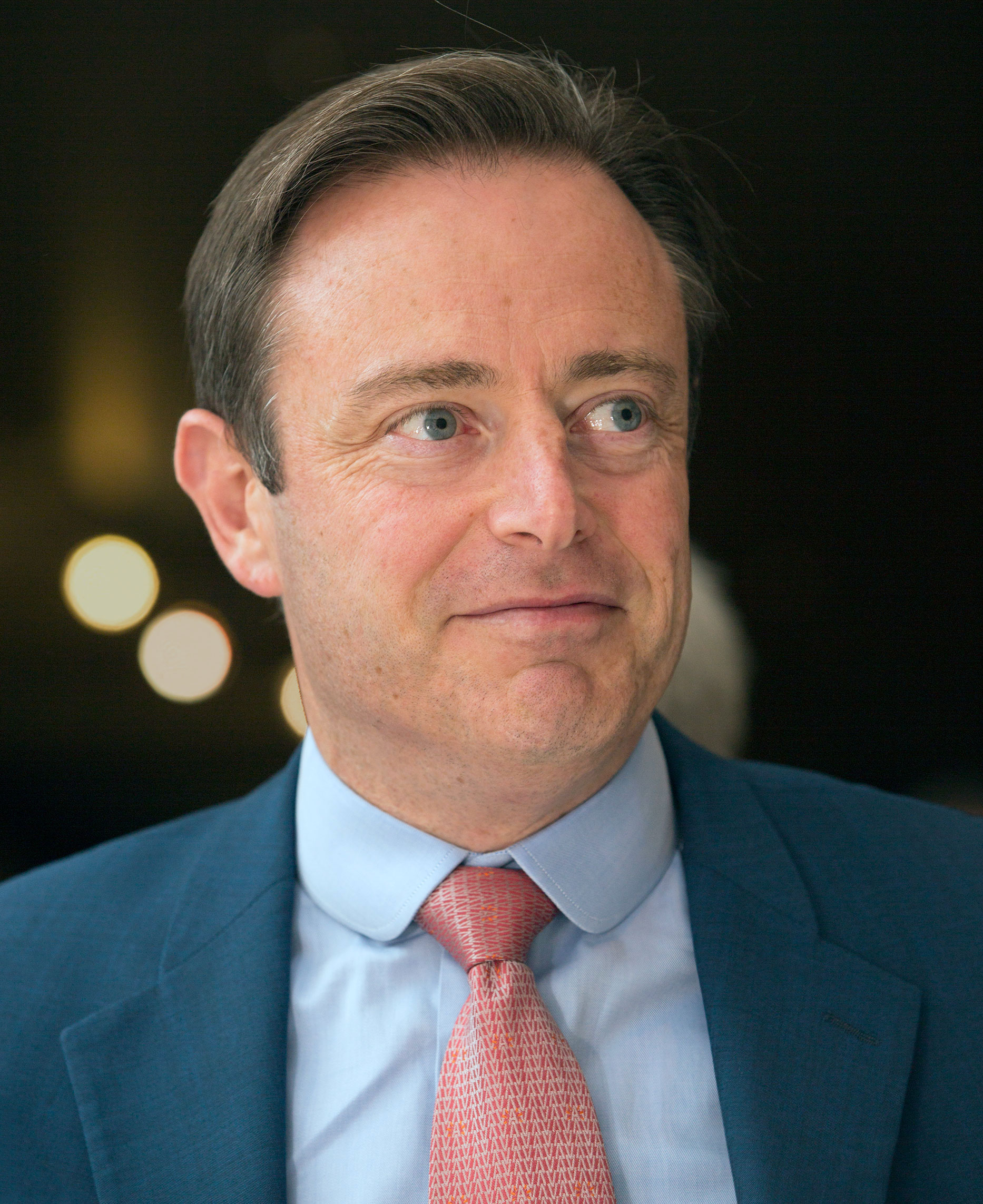
Bart De Wever en 2015.

À la suite de la victoire lors des élections de mai 2014 (la N-VA obtient environ 20,3 % des voix à l'échelle fédérale, mais 32,4 % des voix en Flandre), Bart De Wever est nommé informateur par le roi Philippe afin de constituer une majorité au niveau fédéral. Cependant, à la suite du refus du Centre démocrate humaniste (cdH) de s'associer à la N-VA, sa mission d'information se solde par un échec. Durant cette période, le Parti socialiste, contrairement à ce qu'il avait annoncé lors de la campagne électorale, amène à une constitution des gouvernements régionaux wallons et bruxellois avec le cdH, surprenant Bart De Wever. Cette manœuvre pousse la N-VA à entamer elle aussi la formation d'un gouvernement en Flandre, avec le CD&V et l'Open Vld, avant même la formation du gouvernement fédéral. La N-VA s'allie ensuite au Mouvement réformateur (MR), au CD&V et à l'Open Vld pour constituer une majorité politique fédérale. Ceci permet aux nationalistes flamands d'obtenir plusieurs ministères importants, comme l'Intérieur et la Défense, tout en confiant le poste de Premier ministre au président du MR, Charles Michel. Selon De Standaard, ce dernier serait devenu un homme de « paille de la N-VA », sa politique d’affaiblissement de l’État fédéral favorisant les visées séparatistes de la N-VA. Le parti met à profit les postes qu'il occupe pour diminuer l’État belge, en privatisant de nombreuses taches de la police fédérale (sécurisation de bâtiments publics, encadrement de détenus, etc) et en réduisant les effectifs et les budgets dans la justice, la culture et la recherche.
Au sein du gouvernement Michel, le parti participate à l'élaboration de plusieurs réformes socio-économiques. Le tax-shift relève la TVA sur l'électricité de 6 à 21 %, augmente les accises sur l’alcool, le tabac, le diesel et les sodas, augmente la taxation du capital et durcis les conditions de la prépension dans le but de baisser les cotisations sociales de 33 à 25 % et d'augmenter les bas et moyens salaires de cent euros.

Une réforme des pensions est entreprise: l'âge de la retraite est retardé et passera à 67 ans en 2030. Le taux nominal de l'impôt sur les sociétés est abaissé à 25 %.

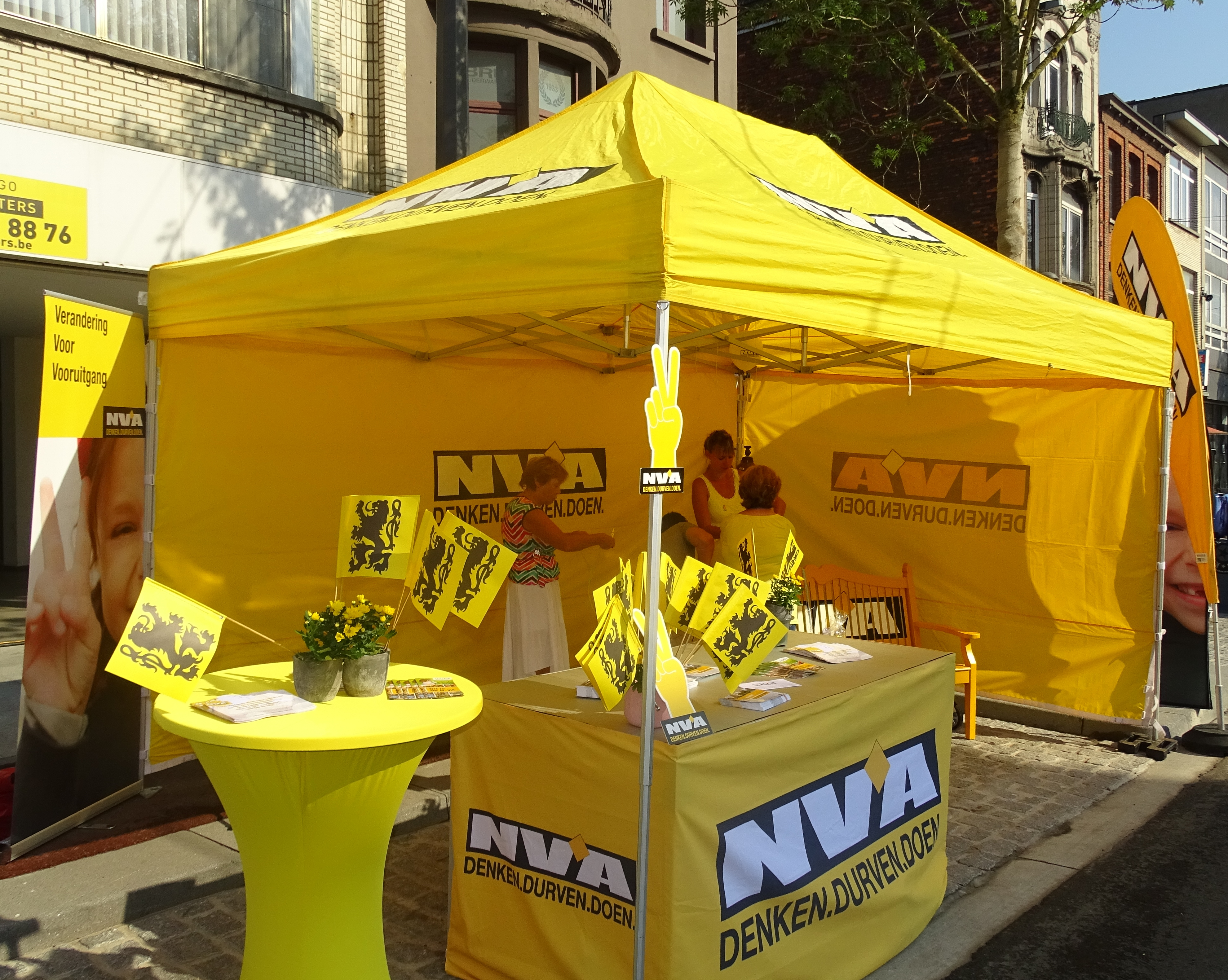
Le stand de la Nieuw-Vlaamse Alliantie lors de la Coupe Sels 2015 à Merksem.

Au cours de la législature, Theo Francken, Secrétaire d'État à l'Asile et la Migration, mène une politique réputée restrictive en matière d'immigration. Il a notamment poussé à un allongement de la durée de la période conditionnelle du regroupement familial, en la passant de 3 à 5 ans. Il a aussi limité les octrois belges du statut de réfugié aux demandeurs d'asile étrangers. Toutefois, le solde migratoire n'a pas diminué durant la législature.
Lors des élections communales et provinciales de 2018, la N-VA reste le premier parti de Flandre, tout en perdant des voix dans chaque province. Le parti réalise son meilleur résultat dans la province d'Anvers avec 32,8 % des voix.
Bart de Wever reste maitre à Anvers avec 32,8 % des suffrages récoltés, une baisse de 3,1 %.
En décembre 2018, refusant d'être associée à un gouvernement fédéral validant le Pacte mondial sur les migrations (également appelé « Pacte de Marrakech »), la N-VA décide de quitter la majorité. Certains ont vu dans ce départ un début de campagne électorale, préparant les élections fédérales de 2019. Pour marquer son désaccord, le parti a notamment publié sur son site web des photos de migrants, suscitant une polémique médiatique, qui ont été retirées peu de temps après leur parution.

### Situation après la chute dugouvernement Michel
Après son départ du gouvernement, la N-VA se retrouve de-facto dans l'opposition puisque le nouveau gouvernement Michel II prend fonction le 9 décembre 2018 et agit en tant que gouvernement d'affaires courantes pendant 5 mois jusqu'aux prochaines élections fédérales.

#### Élections fédérales, régionales et européennes de 2019
À l'issue des élections fédérales de 2019, la N-VA reste le premier parti de Flandre et de Belgique. Le parti est cependant en net recul avec 25,46 % des voix en Flandre. La N-VA passe de 33 à 25 sièges. Cette baisse peut être en partie expliquée par la résurgence du Vlaams Belang. La coalition suédoise ne peut être reconduite puisqu'elle ne remporte que 63 sièges sur 150.
Concernant les élections régionales, la tendance est similaire. La N-VA remporte 24,83 % (-7,06 %) des voix en Flandre et 35 sièges (-8).
Aux élections européennes de 2019, avec 22,44 % des voix, le parti perd un de ses quatre sièges d'eurodéputés.

#### Gouvernement Jambon
En Flandre, la coalition N-VA-CD&V-Open VLD est reconductible une deuxième fois de suite. Après des consultations entre la N-VA et le Vlaams Belang qui fut le vainqueur des élections, le gouvernement Jambon est composé le 2 octobre 2019 sans ce dernier.
Les principales réformes du nouveau gouvernement flamand sont dévoilées le 30 septembre 2019, :
-Suppression du vote obligatoire aux élections communales et provinciales flamandes.
-Le parcours d'intégration pour les immigrés deviendra payant.
-Les demandeurs d'asile ne recevront plus d'allocations familiales rétroactives.
-Un accompagnement accru des demandeurs d'emplois afin de viser un taux d'activité de 80 %.
-Le retrait de la Flandre d'Unia et la création d'une nouveau centre flamand de lutte contre les discriminations.
-Une augmentation de la surface boisée et des réserves naturelles.
-Un retour à l'équilibre budgétaire en 2021.

#### Dans l'opposition au gouvernement Wilmes II
En raison de la pandémie de COVID-19 qui touche la Belgique dès février 2020, un nouveau gouvernement est formé le 17 mars 2020. Il comporte des pouvoirs spéciaux qui seront utilisés pour la gestion de la crise sanitaire. La N-VA refuse toutefois, avec le PTB et le Vlaams Belang, de soutenir le gouvernement, jugé inutile et non-démocratique.
La N-VA est, dans ses différentes prises de position dans les médias ou au parlement, un fervent soutien d’Israël face aux Palestiniens, tournant ainsi le dos à la position historique des nationalistes flamands en faveur des mouvements de libération nationale. Son chef, Bart De Wever, affirme au début du conflit Israel-Hamas en 2023 : "Aujourd’hui, il n’y a qu’un seul camp à choisir : c’est le côté d’Israël. Le côté de la démocratie, le côté de la lumière. Contre les forces de la tyrannie et des ténèbres." Très rares sont les prises de position des dirigeants du parti sur la situation humanitaire à Gaza. tandis que la cause palestinienne est identifiée à de "l’islamo-gauchisme".

## Idéologie
Le parti est généralement classé au centre droit ou à droite.
Cependant, selon le journaliste Guido Fonteyne, la N-VA est un parti d’extrême droite sur le plan social (pour son populisme) et sur le plan économique (pour son opposition à l'État-providence). Les propos considérés par certains comme xénophobes et hostiles à l'immigration de masse de son président Bart De Wever sont aussi pointés du doigt mais plusieurs experts dont Manuel Abramowicz, coordinateur du web-journal de l'Observatoire belge de l'extrême droite et journaliste engagé à gauche, rejettent cette étiquette, précisant que la N-VA n'est ni antisystème, conservateur radical, ni raciste.
Durant la campagne électorale de 2019, le centre d'études RePresent — composé de politologues de cinq universités (UAntwerpen, KU Leuven, VUB, UCLouvain et ULB) — a étudié les programmes électoraux des treize principaux partis politiques belges. Cette étude a classé les partis sur deux axes « gauche-droite », de « - 5 » (extrême-gauche) à « 5 » (extrême-droite) : un axe socio-économique « classique », qui fait référence à l'intervention de l'État dans le processus économique, et au degré suivant lequel l'État doit assurer une égalité sociale, et un axe socio-culturel, qui fait référence à un clivage articulé autour d'une opposition identitaire autour de thèmes comme l'immigration, l'Europe, la criminalité, l'environnement, l'émancipation, etc.
La N-VA présente alors le programme le plus à droite des partis politiques belges sur le plan socio-économique (3,11), et se positionne également à droite sur le plan socio-culturel (3,25),.
Le centre RePresent réitère l'exercice durant la campagne électorale de 2024, pour les douze principaux partis. Le positionnement de la N-VA s'est maintenu à droite tant sur l'axe socio-économique (3,10) que sur l'axe socio-culturel (3,08).

## Programme
En ce qui concerne le point de vue communautaire, la revendication principale de la N-VA est la transformation de l'État belge en une confédération. Selon le parti, la Belgique est formée de deux démocraties, et ses institutions ne se sont pas adaptées à cet état de fait. La solution viendrait selon la N-VA d'une autonomie maximale pour les deux communautés.
La communication de la N-VA a cependant évolué de manière à ne plus être associée à l’extrême droite et à constituer un parti de gouvernement. Le parti ne soutient plus le séparatisme mais un « confédéralisme » qui impliquerait pourtant un séparatisme de fait : il prévoit la suppression des institutions démocratiques belges (chambre des représentants, sénat, etc.) et la création de deux États souverains qui se partageraient Bruxelles et organiseraient simplement une conférence diplomatique mensuelle consacrée à la cogestion de certains dossiers. Cette nouvelle communication est parfois contestée à l'intérieur de la N-VA ; en 2016, Bart De Wever exclut deux députés fédéraux qui avaient critiqué la « com » du parti et évoqué publiquement une voie plus directe vers le « séparatisme ».
Sur le plan économique, la N-VA est un parti de droite libérale. Au nom de l'assainissement des finances publiques, la N-VA soutient que tout ce qui est encore fédéral (géré par l’État central) doit « devenir la propriété de la Flandre et de la Wallonie » ou être supprimé (les allocations « non rentables », etc.).
Le parti s'oppose à l’allongement de 12 à 18 semaines du délai pour procéder à un avortement.

## Principaux membres

### Direction
- Bart De Wever : président général
- Ben Weyts : vice-président
- Andries Gryffroy : secrétaire général
- Daphné Dumery : trésorière
- Piet De Zaeger : directeur
- Jeroen Overmeer : porte-parole

### Députés auParlement bruxellois
- Johan Van den Driessche : président du groupe

### Députés auParlement flamand
- Jan Peumans : président du Parlement flamand
- Geert Bourgeois : vice-ministre président flamand, chargé des affaires intérieures, de l'intégration et de la périphérie (de Bruxelles).
- Philippe Muyters : ministre de Budget et des Finances, de l'aménagement du territoire, de l'emploi et du sport
- Matthias Diependaele : président du groupe
- Vera Celis
- Bart De Wever
- Lieven Dehandschutter
- Mark Demesmaeker
- Kris Van Dijck
- Tine Eerlingen
- Danielle Godderies-T'Jonck
- Marc Hendrickx
- Liesbeth Homans
- Lies Jans
- Willy Segers
- Helga Stevens
- Wilfried Vandaele
- Goedele Vermeiren

### Députés à laChambre des représentants
- Jan Jambon : président du groupe
- Cathy Coudyser
- Siegfried Bracke
- Ingeborg De Meulemeester
- Minneke De Ridder
- Sophie De Wit
- Peter Dedecker
- Koenraad Degroote
- Zuhal Demir
- Els Demol
- Daphné Dumery
- Theo Francken
- Karolien Grosemans
- Peter Luykx
- Bert Maertens
- Sarah Smeyers
- Nadia Sminate
- Karel Uyttersprot
- Miranda Van Eetvelde
- Jan Van Esbroeck
- Reinilde Van Moer
- Flor Van Noppen
- Kristien Van Vaerenbergh
- Steven Vandeput
- Ben Weyts
- Bert Wollants

### Membres duSénat
- Frank Boogaerts
- Huub Broers
- Piet De Bruyn
- Patrick De Groote
- Lies Jans
- Inge Faes
- Louis Ide
- Lieve Maes
- Danny Pieters
- Sabine Vermeulen
- Elke Sleurs
- Helga Stevens
- Karl Vanlouwe
- Wilfried Vandaele

### Parlement européen
- Assita Kanko
- Geert Bourgeois
- Johan Van Overtveldt

### Membres non élus
- Darya Safai
- Drieu Godefridi[64],[65]

## Résultats électoraux

### Parlement fédéral
| Année   | Chambre des représentants | Chambre des représentants | Chambre des représentants | Sénat     | Sénat | Sénat   | Gouvernement             |
| Année   | Voix                      | %                         | Sièges                    | Voix      | %     | Sièges  | Gouvernement             |
| ------- | ------------------------- | ------------------------- | ------------------------- | --------- | ----- | ------- | ------------------------ |
| 2003    | 201 399                   | 3,06                      | 1 / 150                   | 200 273   | 3,06  | 0 / 40  | Opposition               |
| 2007[b] | 1 234 950                 | 18,51                     | 8 / 150                   | 1 287 389 | 19,42 | 1 / 40  | Opposition               |
| 2010    | 1 135 617                 | 17,40                     | 27 / 150                  | 1 268 780 | 19,61 | 9 / 40  | Opposition               |
| 2014    | 1 366 414                 | 20,36                     | 33 / 150                  | N/A       | N/A   | 12 / 60 | Michel I puis Opposition |
| 2019    | 1 086 787                 | 16,03                     | 25 / 150                  | N/A       | N/A   | 9 / 60  | Opposition               |
| 2024    | 1 167 061                 | 16,71                     | 24 / 150                  | N/A       | N/A   |         | De Wever                 |

- ^ Liste commune avec le CD&V qui a obtenu 23 sièges.

### Entités fédérées

#### Parlement flamand
Depuis l'élection directe des parlementaires. 124 membres : 118 élus en Région flamande et 6 en Région de Bruxelles-Capitale.
| Année   | Voix      | %     | Sièges   | Gouvernement       |
| ------- | --------- | ----- | -------- | ------------------ |
| 2004[e] | 1 060 580 | 26,09 | 6 / 124  | Leterme, Peeters I |
| 2009    | 537 040   | 13,06 | 16 / 124 | Peeters II         |
| 2014    | 1 339 946 | 31,88 | 43 / 124 | Bourgeois, Homans  |
| 2019    | 1 052 252 | 24,83 | 35 / 124 | Jambon             |
| 2024    | 1 045 950 | 23,88 | 31 / 124 | Diependaele        |

- ^ Liste commune avec le CD&V qui a obtenu 29 sièges.

#### Parlement de la Région de Bruxelles-Capitale
Résultats présentés à l'échelle du collège néerlandophone (le Parlement compte en tout 89 membres).
| Année   | Voix   | %     | Sièges | Gouvernement |
| ------- | ------ | ----- | ------ | ------------ |
| 2004[d] | 10 482 | 16,77 | 0 / 17 |              |
| 2009    | 2 586  | 4,99  | 1 / 17 | Opposition   |
| 2014    | 9085   | 16,99 | 3 / 17 | Opposition   |
| 2019    | 12 578 | 17,97 | 3 / 17 | Opposition   |
| 2024    | 9 571  | 11,91 | 2 / 17 | à déterminer |

- ^ Liste commune avec le CD&V qui a obtenu trois sièges.

### Conseils provinciaux
| Année   | %    | Anvers  | %    | Brabant Flamand | %    | Flandre Occidentale | %    | Flandre Orientale | %    | Limbourg |
| ------- | ---- | ------- | ---- | --------------- | ---- | ------------------- | ---- | ----------------- | ---- | -------- |
| 2006[e] | 26,5 | 24 / 84 | 29,4 | 25 / 84         | 37,6 | 36 / 84             | 27,4 | 25 / 84           | 32,1 | 26 / 75  |
| 2012    | 35,9 | 27 / 72 | 25,8 | 19 / 72         | 25,3 | 20 / 72             | 26,1 | 21 / 72           | 26,1 | 17 / 63  |
| 2018    | 32,8 | 14 / 36 | 25,4 | 10 / 36         | 19,5 | 7 / 36              | 21,4 | 8 / 36            | 21,5 | 7 / 31   |
| 2024    | 32,8 | 15 / 36 | 24,7 | 10 / 36         | 20,3 | 7 / 36              | 22,7 | 9 / 36            | 20,8 | 7 / 31   |

- ^  Liste commune avec le CD&V

### Parlement européen
Lors des élections européennes, la répartition se fait entre les trois communautés :
- 12 pour la communauté flamande
- 8 pour la communauté française
- 1 pour la communauté germanophone
La NV.A se présente dans le collège néerlandophone.
| Année | %     | Sièges | Rang | Groupe    |
| ----- | ----- | ------ | ---- | --------- |
| 2004^ | 28,1  | 1 / 14 | 1er  | PPE-DE    |
| 2009  | 9,9   | 1 / 13 | 5e   | Verts/ALE |
| 2014  | 26,7  | 4 / 12 | 1er  | CRE       |
| 2019  | 22,4  | 3 / 12 | 1er  | CRE       |
| 2024  | 22,09 | 3 / 12 | 1er  |           |

## Rapports avec l'extrême droite
Le parti est souvent critiqué pour ses supposés liens avec l'extrême droite.[Par qui ?] Des rumeurs[Qui ?] d'une amitié de Bart De Wever, le président de la N-VA avec Jean-Marie Le Pen circulent régulièrement dans la presse et sur les réseaux sociaux. Cela est dû à une photo des deux leaders politiques prise en 1996 lors d’une conférence. Il a plusieurs amis proches membres du Vlaams Belang. Il a ainsi défrayé la chronique début 2011 lors des funérailles de Marie-Rose Morel, durant lesquelles il était presque en pleurs et aux funérailles, en mai 2007, de Karel Dillen, fondateur du Vlaams Blok. D’un point de vue politique, le parti a partiellement bénéficié d'un transfert des voix du Vlaams Belang lors des élections fédérales de 2010 et 2014 et provinciales et communales de 2012. De plus, lors des élections communales et provinciales de 2012 le parti a accueilli de nombreux transfuges du Vlaams Belang. Plusieurs ténors du parti (comme Jan Peumans) ont critiqué ces transfuges qu'ils jugeaient problématiques. Quelques politiques comme le bourgmestre socialiste de Gand, Daniël Termont, jugent que Bart De Wever adopte la rhétorique de l'extrême droite dans ses discours. Enfin en octobre 2012, le Vlaams Belang s’est dit lui-même disponible pour épauler Bart De Wever pour la formation d’une majorité à la ville d’Anvers (Bart De Wever n'a pas réagi à cette invitation). Ce sont quelques éléments et hypothèses qui font que le parti est régulièrement suspecté d'accointances avec l'extrême droite.
En octobre 2014, la présence du ministre flamand Ben Weyts et du secrétaire d'État à l'Asile et la Migration Theo Francken à la réception organisée à l'occasion du 90e anniversaire du collaborateur nazi Bob Maes provoque un chahut lors de la séance de la Chambre du 14 octobre 2014, où le nouveau Premier ministre Charles Michel doit présenter la déclaration gouvernementale de son gouvernement et la demande, par divers partis de l'opposition, de la démission du secrétaire d'État Francken.